# Lymeon
Lymeon är ett släkte av steklar. Lymeon ingår i familjen brokparasitsteklar.

## Dottertaxa tillLymeon, i alfabetisk ordning[1]
- Lymeon acceptus
- Lymeon adjicialis
- Lymeon adultus
- Lymeon affinis
- Lymeon albispina
- Lymeon alboannulatus
- Lymeon apollinarii
- Lymeon ariolator
- Lymeon atrator
- Lymeon bicinctus
- Lymeon bifasciator
- Lymeon bifasciatus
- Lymeon brasiliensis
- Lymeon caney
- Lymeon cinctipes
- Lymeon cinctiventris
- Lymeon clavatorius
- Lymeon cratodontus
- Lymeon curtispinus
- Lymeon dieloceri
- Lymeon fasciatiipennis
- Lymeon fasciipennis
- Lymeon flavovariegatus
- Lymeon fuscipennis
- Lymeon gracilipes
- Lymeon guyanaensis
- Lymeon haemorrhoidalis
- Lymeon imbecillis
- Lymeon imitatorius
- Lymeon ingenuus
- Lymeon interruptus
- Lymeon junctus
- Lymeon lassatus
- Lymeon lepidus
- Lymeon maculipes
- Lymeon mandibularis
- Lymeon mexicanus
- Lymeon mimeticus
- Lymeon montanus
- Lymeon moratus
- Lymeon nasutus
- Lymeon nigriceps
- Lymeon nigromaculatus
- Lymeon novatus
- Lymeon orbus
- Lymeon ornatipennis
- Lymeon ovivorus
- Lymeon patruelis
- Lymeon photopsis
- Lymeon pilosus
- Lymeon pleuralis
- Lymeon praedator
- Lymeon pulcher
- Lymeon pulcratorius
- Lymeon rufatus
- Lymeon ruficeps
- Lymeon rufinotum
- Lymeon rufipes
- Lymeon rufithorax
- Lymeon rufiventris
- Lymeon rufoalbus
- Lymeon rufoniger
- Lymeon rufotibialis
- Lymeon sanguineus
- Lymeon setosus
- Lymeon sexlineatus
- Lymeon striatus
- Lymeon subflavescens
- Lymeon sulsus
- Lymeon tantillus
- Lymeon tarsalis
- Lymeon tinctipennis
- Lymeon tobiasi
- Lymeon transilis
- Lymeon tricolor
- Lymeon tricoloripes
- Lymeon trifasciatellus
- Lymeon tuheitensis
- Lymeon utilis
- Lymeon varicoxa
- Lymeon variicoxa
- Lymeon xanthogaster
- Lymeon yanegai